# کاشکسی
در اصطلاح پزشکی، کاشکسی (به انگلیسی: cachexia) یا نزاری یکی از نشانه‌های بیماری است. کاشکسی کاهش شدید وزن، تحلیل‌رفتگی عضلات و ضعف عمومی که در بیماریهای مزمن یا اختلالات عاطفی رخ می‌دهد، می‌باشد.
کاشکسی زمانی رخ می‌دهد که در فردی که عمداً در حال کاهش وزن نیست از دست رفتن وزن، تحلیل رفتن ماهیچه‌ها، خستگی، سستی و بی‌اشتهایی قابل ملاحظه دیده شود.